# جیم آیکین
جیم آیکین (انگلیسی: Jim Aikin؛ زادهٔ ۱۹۴۸ (۷۶–۷۷ سال)) یک رمان‌نویس اهل ایالات متحده آمریکا است.